# Coffea arabica
La pianta del caffè (Coffea arabica L., 1753) è un arbusto della famiglia delle Rubiaceae, coltivato, analogamente ad altre specie congeneri, per la produzione della nota bevanda. È una delle due specie coltivate commercialmente per la produzione del caffè, assieme a Coffea canephora (sin.: Coffea robusta).

## Descrizione
La pianta è un piccolo albero, alto fino a una decina di metri circa.
Le foglie sono grandi (lunghe 6-12 cm), opposte, ovali o oblunghe, di color verde scuro.
I fiori sono bianchi, riuniti in mazzetti all'ascella delle foglie, con diametro di 10-15 mm.
I frutti sono drupe, tondeggianti o più comunemente oblunghe, che a maturità hanno colore rosso o violaceo e contengono tipicamente due semi.

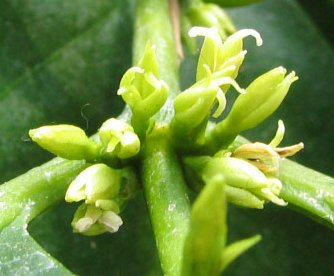
Fiori
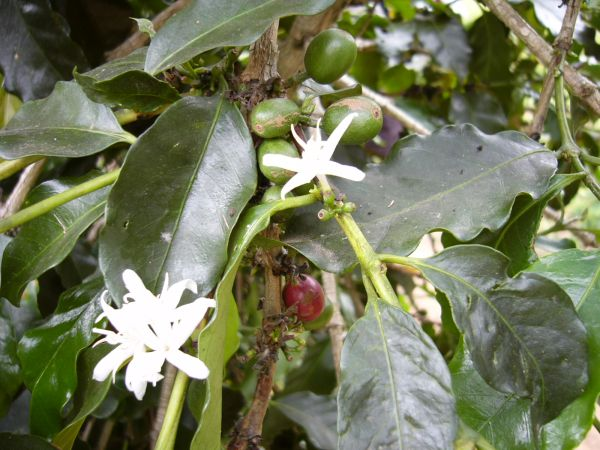
Fiori e frutti
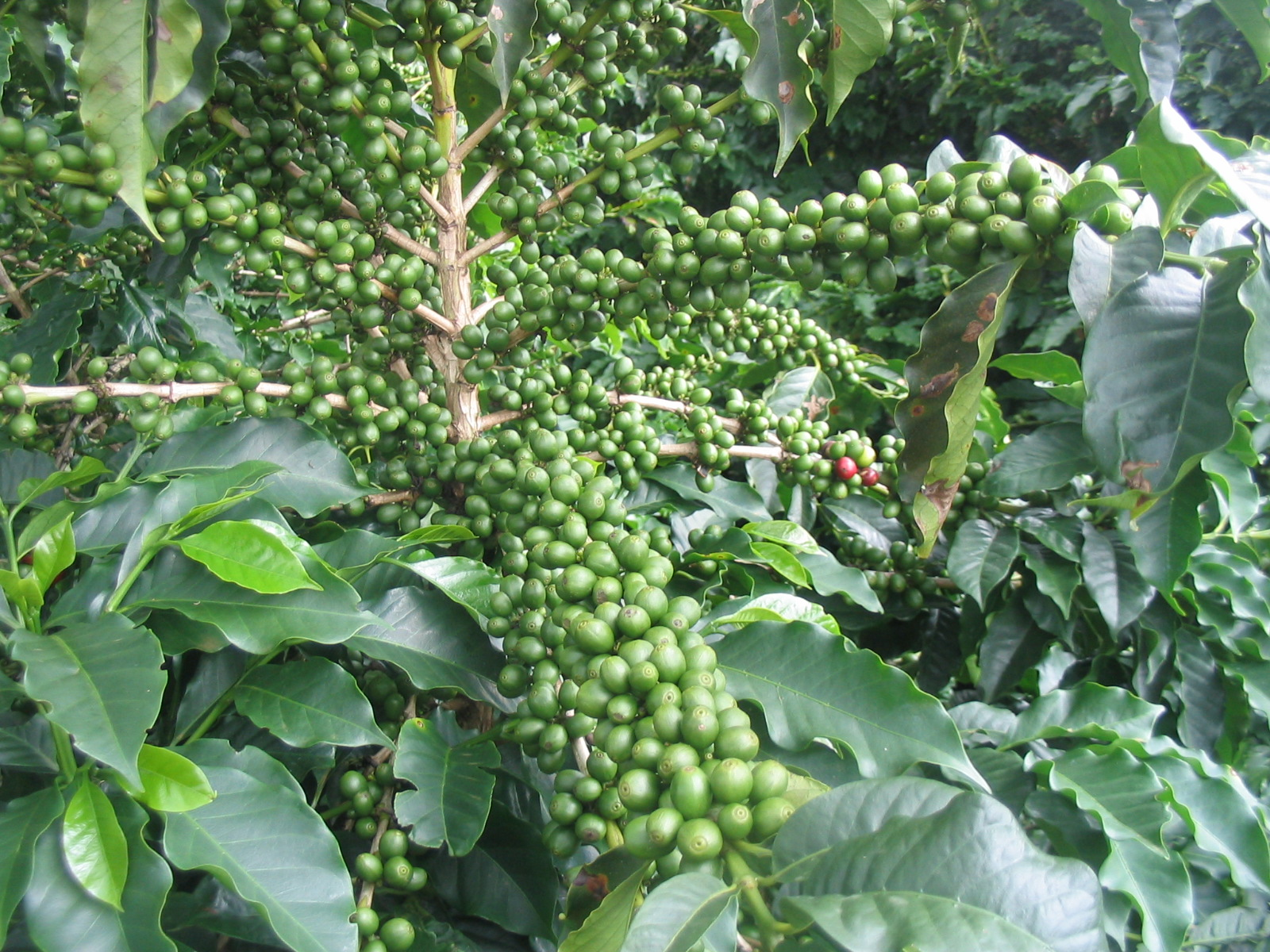
Frutti immaturi
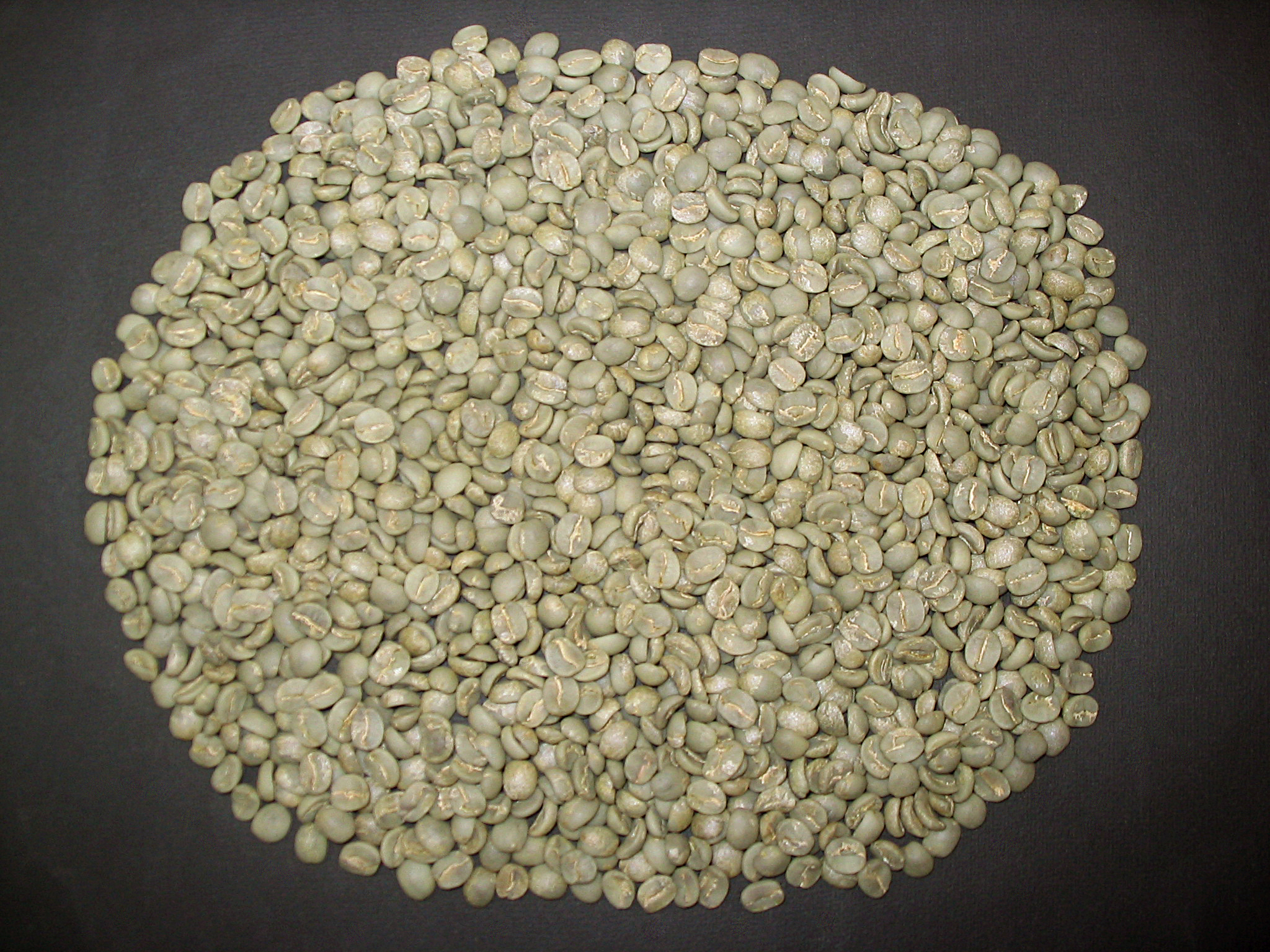
Semi

## Distribuzione e habitat
Coffea arabica è originaria dell'Etiopia sud-occidentale (altopiani della regione degli Oromo e dei Nilotici), del  Sudan (altopiano di Boma), e del Kenya settentrionale (monte Marsabit).
In queste regioni ne è iniziata la coltivazione, che si è poi diffusa nelle regioni tropicali di tutto il mondo.

## Conservazione
La Lista rossa IUCN classifica Coffea arabica come specie in pericolo di estinzione (Endangered).

## Proprietà

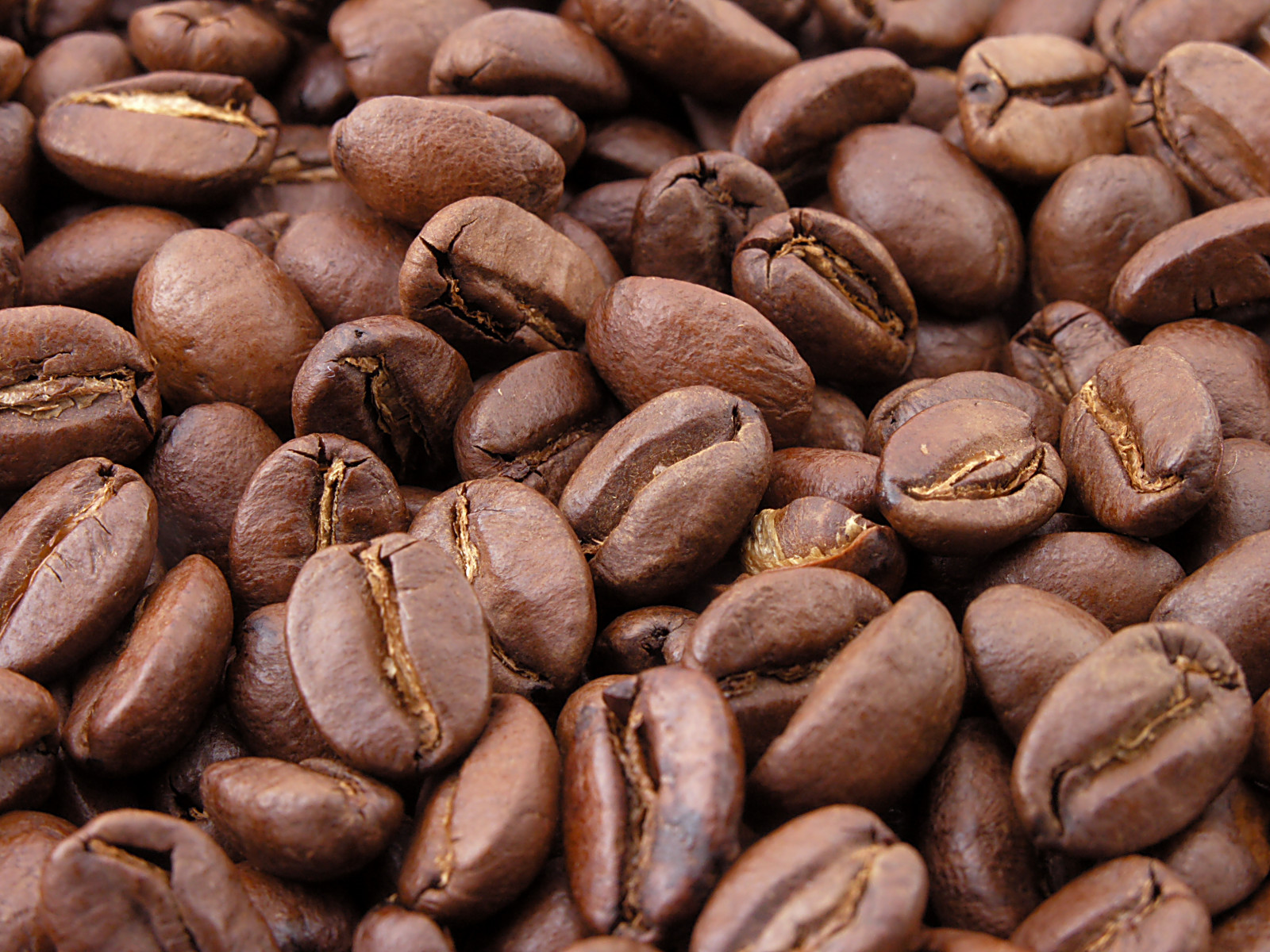
Semi tostati

Coffea arabica è utilizzata come stimolante per la presenza della caffeina, un alcaloide naturale che stimola il sistema nervoso simpatico.
Coffea arabica ha una percentuale di caffeina che va da 0,9 a un massimo di 1,7%.
Il contenuto di caffeina dei semi di Coffea arabica è più basso di quello di altre specie del genere Coffea comunemente coltivate (in particolare Coffea canephora) ed è normalmente del 12 per mille sulla parte secca, con oscillazioni in più o in meno a seconda delle varietà.
Da Coffea arabica si ottiene un caffè qualitativamente superiore rispetto a Coffea robusta. Infatti, l'Arabica è nota per:
- corpo equilibrato,
- aroma intenso,
- sapore dolce,
- gusto persistente.